# Cockroach Island
Cockroach Island est un îlot inhabité des îles Vierges britanniques dans les Caraïbes. Il est situé non loin de North Sound, sur Virgin Gorda et fait partie du groupe d'îles connues sous le nom de Dog Islands (Les îles du Chien en français).